# Campionat de Tucumán de futbol
El Campionat de Tucumán de futbol és la màxima competició futbolística de la província de Tucumán.
La competició s'inicià l'any 1919 organitzada per la Federación Tucumana. El 5 de febrer de 1977 com a resultat de la fusió de la Federación Tucumana amb les altres dues lligues existents a la província, la Liga Cultural i la Liga del Sud, es creà la Liga Tucumana de Fútbol.

## Historial
Font:

### Federación Tucumana
- 1919: San Martín
- 1920: Atlético Tucumán
- 1921: Atlético Tucumán
- 1922: San Pablo
- 1923: San Martín
- 1924: Atlético Tucumán
- 1925: Central Norte
- 1926: San Pablo
- 1927: Atlético Tucumán
- 1928: San Pablo
- 1929: Central Norte
- 1930: Atlético Tucumán
- 1931: Central Norte
- 1932: All Boys
- 1933: All Boys
- 1934: Central Norte
- 1935: Atlético Tucumán
- 1936: All Boys
- 1937: Atlético Tucumán
- 1938: Atlético Tucumán
- 1939: Central Norte
- 1940: San Martín
- 1941: San Martín
- 1942: Atlético Tucumán
- 1943: San Martín
- 1944: San Martín
- 1945: San Martín
- 1946: All Boys
- 1947: San Martín
- 1948: Central Córdoba
- 1949: San Martín
- 1950: Central Córdoba
- 1951: Atlético Tucumán
- 1952: Central Córdoba
- 1953: San Martín
- 1954: San Martín
- 1955: San Martín
- 1956: San Martín
- 1957: Atlético Tucumán
- 1958: Atlético Tucumán
- 1959: Atlético Tucumán
- 1960: Atlético Tucumán
- 1961: Atlético Tucumán
- 1962: Atlético Tucumán
- 1963: Atlético Tucumán
- 1964: Atlético Tucumán
- 1965: Sportivo Guzmán
- 1966: San Martín
- 1967: San Martín
- 1968: Sportivo Guzmán
- 1969: San Martín
- 1970: San Martín
- 1971: San Martín
- 1972: Atlético Tucumán
- 1973: Atlético Tucumán
- 1974: San Martín
- 1975: Atlético Tucumán
- 1976: San Martín

### Liga Tucumana de Fútbol
- 1977: Atlético Tucumán
- 1978: Atlético Tucumán
- 1979: Atlético Tucumán
- 1980: San Martín
- 1981: San Martín
- 1982: San Martín
- 1983: Atlético Tucumán
- 1984: San Martín
- 1985: San Martín
- 1986: Atlético Tucumán
- 1987: San Martín
- 1988: Concepción FC
- 1989: Atlético Concepción
- 1990: Sportivo Guzmán
- 1991: Central Norte
- 1992: Concepción FC
- 1993: Atlético Concepción
- 1994: Concepción FC
- 1995: Atlético Concepción
- 1996: Atlético Concepción
- 1997: Ñuñorco
- 1998: Argentinos del Norte
- 1999: Garmendia
- 2000: Ñuñorco
- 2001: Central Norte
- 2002: La Florida
- 2003: Atlético Tucumán
- 2004: San Martín
- 2005: San Fernando
- 2006: Sportivo Guzmán
- 2007: San Ramón
- 2008: UTA / Amalia
- 2009: UTA
- 2010: Amalia
- 2011: Sportivo Guzmán
- 2012: Lastenia
- 2013: Almirante Brown
- 2014: La Florida
- 2015: Ñuñorco
- 2016: Atlético Tucumán